# Luiz Eduarto Santana Brito
Luiz Eduarto Santana Brito (Río de Janeiro, Brasil, 25 de junio de 1979), futbolista brasilero. Juega de volante y su actual equipo es el Atromitos de la Superliga de Grecia. 

## Clubes
| Club               | País   | Año       |
| ------------------ | ------ | --------- |
| Apollon Kalamarias | Grecia | 2004-2005 |
| Campo Grande AC    | Brasil | 2005      |
| Niki Volos FC      | Grecia | 2005-2006 |
| Diagoras FC        | Grecia | 2006-2007 |
| Apollon Kalamarias | Grecia | 2007-2008 |
| Atromitos          | Grecia | 2008-     |